# Ring Lardner
Ring Lardner, egentligen Ringgold Wilmer Lardner, född 6 mars 1885 i Niles, Michigan, död 25 september 1933 i East Hampton, Suffolk County, New York, var en amerikansk sportkolumnist och novellförfattare. Han är mest känd för sina satiriska noveller som behandlar livet inom sportens värld.

## Biografi
Lardner var son till Henry och Lena Phillips Lardner och var det yngsta barnet av nio syskon. 
Lardner gifte sig med Ellis Abbott från Goshen, Indiana 1911 och de fick fyra söner.
1916 gav Lardner ut sin första framgångsrika bok, You Know Me Al, vilken är skriven i form av talspråkspräglade brev (en brevroman), skrivna av den fiktiva personen Jack Keefe, en begåvad och självupptagen basebollspelare i en av de lägre divisionerna, och som är ställda till en vän i hans hemstad. Från början publicerades den som sex separata, men sammanhängande noveller i The Saturday Evening Post, vilket gör att vissa ser den som en novellsamling medan andra klassificerar den som en roman. Liksom i de flesta av Lardners berättelser använder han sig av satir i You Know Me Al, i detta fall för att visa dumheten och girigheten hos vissa idrottsmän. 
Lardner fortsatte med att skriva berättelser som till exempel, Haircut, Some Like Them Cold, The Golden Honeymoon, Alibi Ike och A Day in the Life of Conrad Green. Han fortsatte även med att skriva uppföljare till You Know Me Al, som handlar om huvudpersonen i den boken, den envisa men lättlurade Jack Keefes erfarenheter i basebollkarriären och i hans privatliv. Keefes fiktiva brev från första världskriget hem till vännen Al gavs ut i samlingen Treat 'Em Rough.
Lardner var även fascinerad av teater, men här var hans enda framgång June Moon, en komedi som han skrev tillsammans med Broadwayveteranen George S. Kaufman. 
Lardner var nära vän med F. Scott Fitzgerald och andra författare under jazztiden. Han gavs ut av Maxwell Perkins, som också var Fitzgeralds redaktör. 
Lardner var även en känd sportkolumnist som började sin karriär som tonåring vid South Bend Tribune. Strax efter gick han över till den rivaliserande tidningen South Bend Times. 1907 flyttade Lardner till Chicago, där han arbetade för The Inter-Ocean. Inom ett år, jobbade han för Chicago Examiner och sedan Chicago Tribune. Två år senare var Lardner i Saint Louis där han skrev den humoristiska basebollkolumnen Pullman Pastimes för Taylor Spink och Sporting News; en del av hans verk där blev underlag för You Know Me Al. Därefter var han anställd vid Boston American.
Lardner återvände till the Chicago Tribune 1913, vilken blev grundtidningen för hans kolumn In the Wake of the News (startad av Hugh Keough som dog 1912); kolumnen trycktes i mer än 100 tidningar och finns fortfarande i the Tribune.
Det sista som Lardner skrev om baseboll var Lose With a Smile 1933.
Han dog 25 september 1933 vid 48 års ålder, i East Hampton, New York, av komplikationer efter tuberkulos.